# Michael Spindelegger
Michael Spindelegger (Mödling, 1959. december 21. –) osztrák néppárti politikus, Ausztria külügyminisztere, majd pénzügyminisztere volt.

## Életpályája
1993 és 1995 között és 1996-tól tagja volt a Nemzeti Tanácsnak (Nationalrat), 2006 és 2008 között annak második elnöke volt.
1995 és 1996 között az európai parlamenti (EP) képviselő volt.
2008 és 2014 között az osztrák kormány tagja volt különböző tisztségben.
2011. május 20-án az Osztrák Néppárt (ÖVP) elnökévé választották.
2014. augusztus 26-án pártelnöki tisztségéről és minden más tisztségről is lemondott.